# Camillo Nalin
Camillo Nalin (Venezia, 1788 – Venezia, 1859) è stato un poeta italiano dell'Ottocento.

## Biografia
Impiegato in diverse amministrazioni, è noto per la pubblicazione dei Pronostici (1831-43), di argomento vario e talvolta licenzioso, lodati da Niccolò Tommaseo, e di una traduzione dialettale dell'Aristodemo di Vincenzo Monti.